# 바부샤 카툰

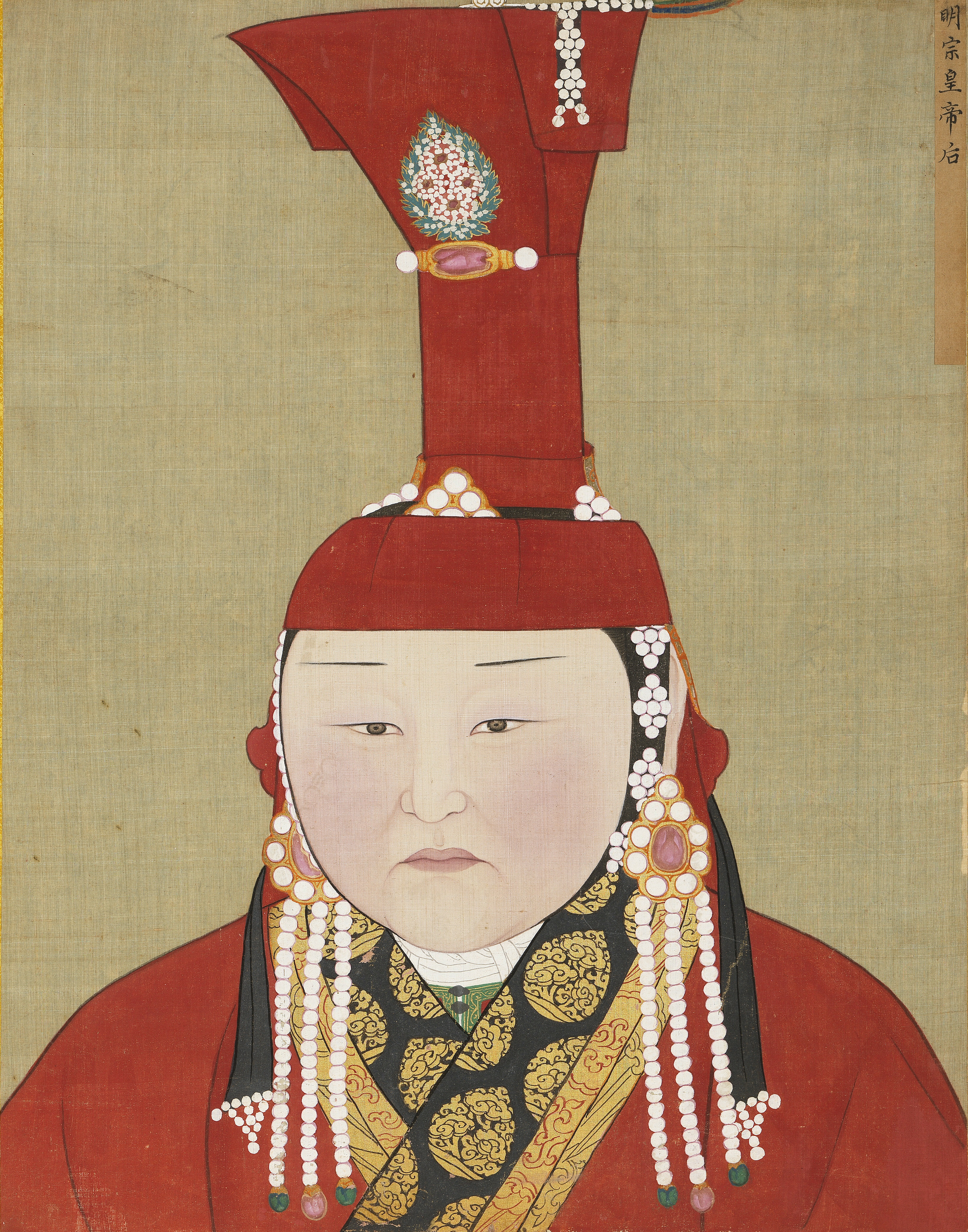
명종황제후(明宗皇帝后)

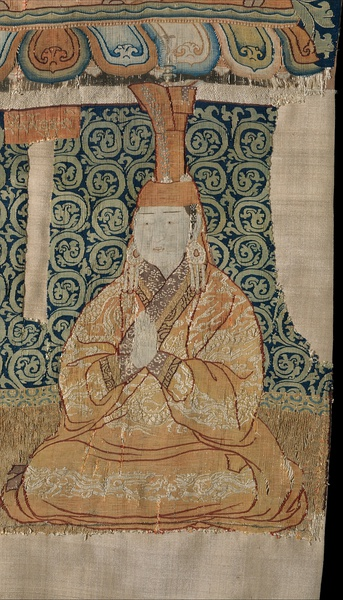
바부샤 카툰

바부샤(八不沙, 팔불사, ? ~ 1330년 4월 20일, 재위기간: 1329년)는 원나라의 황후이자 황태후, 몽골 제국의 대카툰으로, 원 명종 쿠살라(和世㻋)의 정궁황후였다. 나이만부 출신으로 쿠빌라이 칸의 손자 진왕 카말라의 외손녀이며, 남편 원 명종 쿠살라와는 6촌간이 된다. 영종 린친발 칸의 생모이다. 생전에 사찰 건립 및 불사에 기탁하였다. 1330년 4월 바부샤는 문종 투그 테무르의 황후 부다시리에게 살해되었다.

## 생애
그녀는 원 영종 린첸발(懿璘質班)의 생모였다. 성(姓)은 내마진씨(乃馬眞氏)로, 모친은 쿠빌라이 칸의 손자인 원 현종 카말라의 딸이자 성종의 조카딸이며, 원 태정제의 누이인 수녕대장공주(壽寧大長公主)이다. 바부샤의 출생년도와 생일은 기록에 전하지 않는다. 원 명종의 잠저(潛邸)시절에 결혼하여 남편이 주왕(周王)이 되자 주왕비가 되었다. 남편이 주왕으로 망명중 일 때, 태정 3년(1326년)에 명종의 2자(次子) 린첸발(후일의 영종)을 출산(出産)하였다.
천력 2년(1329년), 그녀는 남편 쿠살라(명종)가 동생 투그테무르 칸(圖帖睦爾汗, 문종)의 양위를 받고 황제로 등극하자 정궁황후로 책봉되었다. 남편이 황제가 되자 그녀는 불교 사찰 영휘사(寧徽寺)를 건립했고, 궁사를 관장했으며, 법당에 초(鈔, 지폐) 수만 정(錠), 폐백(幣帛) 2천필 등을 기부하였으며 공양은 황후전의 비용으로 기탁하였다. 하지만 6개월 후인 8월 30일, 명종 쿠살라 칸이 갑자기 사망, 투그테무르가 복위하였다.
그해 11월 문종에게 청하여 명종의 명복을 비는 불사를 행할 것을 건의, 문종의 허락으로 승려를 도성에 초빙, 7일간 사찰 대천원연성사(大天源延聖寺)에서 불사를 진행하였다. 또한 도교의 도사를 초빙하여 옥허(玉虛), 천보(天寶), 태을(太乙), 만수(萬壽)의 도교 4궁을 건립하였다. 1331년에는 유사(有司)에 명하여 태후궁의 비용으로 폐백(幣帛) 2백 필을 기탁하였다.
투그테무르의 황후 복답실리(卜答失里)는 교활한 마음을 품고 쿠살라의 장남 토곤 테무르(妥懽貼睦爾)를 중앙정권에서 추방한 다음, 자신의 심복인 환관 바이주(拜住)를 사주해 바부샤 황후를 모살(谋杀)하였다.(지순 원년, 1330년) 신원사에 의하면 부다시리가 내관을 시켜 바부샤를 암살기도하고, 얼마 뒤에 바로 사망했다 한다. 신원사에는 또 부다시리 카툰이 누중(壚中)에서 바부샤를 떠밀어 죽였다는 설도 전한다. 사후 바부샤의 아들 린첸발이 원 영종(元寧宗)으로 투그테무르를 계승하였다. 일설에는 그녀가 자신의 아들 린친발을 칸으로 옹립하려다가 부다시리 카툰에 의해 1330년 4월에 체포, 처형되었다는 설도 있다.
외삼촌뻘인 원 태정제 예순테무르(也孫鐵木兒)의 부인 중 한 명인 살다바라(撒答八剌)와는 자매(姉妹)지간이었다. 혜종 토곤테무르 즉위 후 1332년 태묘에 부묘되었다. 원사, 신원사 등에는 그녀의 시호는 나타나지 않으며, 시호 여부는 미상이다.
| 전임 부다시리 | 원나라의 황후 1329년 | 후임 부다시리 |